# 三宅香帆
三宅 香帆（みやけ かほ、1994年〈平成6年〉1月12日 - ）は、日本の文芸評論家。京都市立芸術大学非常勤講師。

## 来歴
徳島県美馬市に生まれ、3歳より高知県高知市で育つ。高知学芸中学校・高等学校、京都大学文学部卒業、京都大学大学院人間・環境学研究科博士前期課程修了後、2019年に博士後期課程（専門：萬葉集）を中退して就職のため東京都へ移る。
学部在学中に京都天狼院書店の店長に就任し、大学院在学中の2017年に著作家としてデビューした。
2024年、『なぜ働いていると本が読めなくなるのか』にて、「第2回書店員が選ぶノンフィクション大賞2024」を受賞し、「第17回オリコン年間本ランキング2024」の新書部門においても年間1位を記録している。
2025年、『なぜ働いていると本が読めなくなるのか』にて、「新書大賞2025」を受賞。

## 著書

### 単著
- 人生を狂わす名著50（ライツ社、2017年）ISBN 978-4-90-904406-8
- 文芸オタクの私が教える バズる文章教室（サンクチュアリ出版、2019年）ISBN 978-4-80-140067-2
- 副作用あります!? 人生おたすけ処方本（幻冬舎、2019年）ISBN 978-4-34-403511-9
  - （加筆・改題[11]）ずっと幸せなら本なんて読まなかった：人生の悩み・苦しみに効く名作33（幻冬舎新書、2024年) ISBN　978-4-344-98746-3
- 妄想とツッコミでよむ万葉集（相澤いくえ・絵、大和書房〈だいわ文庫〉、2019年）ISBN 978-4-47-930793-8
- 〈読んだふりしたけど〉ぶっちゃけよく分からん、あの名作小説を面白く読む方法（笠間書院、2020年）ISBN 978-4-30-570928-8 / 角川文庫、2023年。ISBN　978-4-04-112808-4
- 女の子の謎を解く（笠間書院、2021年）ISBN 978-4-30-570950-9
- それを読むたび思い出す（青土社、2022年）ISBN 978-4-79-177442-5
- 〈萌えすぎて〉絶対忘れない! 妄想古文（河出書房新社〈14歳の世渡り術〉、2022年）ISBN 978-4-3096-1746-6
- 名場面でわかる 刺さる小説の技術（中央公論新社、2023年）ISBN 978-4-12-005657-4
- 推しの素晴らしさを語りたいのに「やばい！」しかでてこない 自分の言葉でつくるオタク文章術（ディスカヴァー・トゥエンティワン、2023年）ISBN 978-4-7993-2950-4
  - （改題[12]）「好き」を言語化する技術：推しの素晴らしさを語りたいのに「やばい！」しかでてこない（ディスカヴァー携書、2024年）ISBN 978-4799330838
- なぜ働いていると本が読めなくなるのか（集英社〈集英社新書〉、2024年）ISBN 978-4-0872-1312-6
- 娘が母を殺すには？（PLANETS / 第二次惑星開発委員会、2024年）ISBN 978-4-9111-4901-0
- 30日 de 源氏物語（亜紀書房、2024年）ISBN 978-4750518435
- 言葉にできない想いは、どうしたら伝えられるだろう。——悩める大人に贈る万葉集（亜紀書房、2025年）ISBN 978-4750518725

### 共著
- （大矢博子・千街晶之ほか）ミステリーアイランド（講談社、2024年）ISBN 978-4-06-537308-8  ※ブックガイド[13]
- （谷頭和希）実はおもしろい古典のはなし: 「古典の授業?寝てたよ!」というあなたに読んでほしい（笠間書院、2025年）ISBN 978-4-30-571036-9

### 編集
- 私たちの金曜日（角川文庫、2023年）ISBN　978-4-04-113220-3　※解説も収録[14]

## 出演
テレビ
- プレバト!!（毎日放送、不定期出演） - 俳句（特待生5級）
- 令和ロマンの娯楽がたり（2025年1月4日、テレビ朝日）
- THE TIME,（2025年1月23日、TBSテレビ） - 7時台後半のコーナー『TIMEマーケティング部』にVTR出演
- 池上彰がいま話を聞きたい30人「文芸評論家の三宅香帆と本を語りつくす」（2025年3月28日、テレビ東京）

ラジオ
- ウチらと世界とエンタメと（2024年9月21日、NHKラジオ第1）[15]
- 山崎怜奈の誰かに話したかったこと。（2025年1月20日、TOKYO FM）[16]
- ラジオ ホンダナ～本と本屋をめぐるおはなし（2025年5月3日、NHKラジオ第1）

配信
- エアレボリューション（2025年1月9日、ニコニコ生放送）[17]